# Clemens August von Merle

Clemens August von Merle um 1765

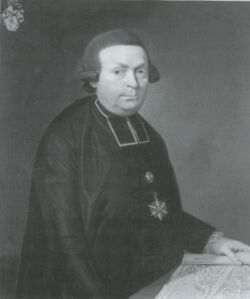
Clemens August von Merle vor 1797

Weihbischof von Merle

Clemens August Maria von Merle (* 4. Juli 1732 in Bonn; † 4. Januar 1810 in Deutz) war Weihbischof in Köln.

## Leben und Wirken
Er war der Sohn des kurkölnischen Geheimen Rates Gabriel Ignaz Joseph von Merle und dessen Gattin Maria Anna Salome von Lapp.
Merle erlangte ein Kanonikat am Cassius-Stift in Bonn und empfing am 6. Januar 1754 die Niederen Weihen und die Weihe zum Subdiakon. Schon am 3. März 1754 zum Diakon und am 1. September 1754 zum Priester geweiht, studierte er an der Universität Löwen (Belgien) und erwarb hier am 16. Februar 1757 den Grad eines Baccalaureus jur. utr; später wurde er auch zum Doctor iuris utriusque promoviert. Nachdem er ein weiteres Kanonikat an St. Simeon zu Trier erhalten hatte, tauschte er dieses 1764 gegen ein Pensionat an der Kirche St. Nikolaus in Hemmersbach. Seit dem 16. April 1762 auch Domherr in Köln, betätigte sich Merle in der Verwaltung Kurkölns. Er stieg mit den Jahren bis zum Präsidenten des Hofgerichtes auf und erlangte 1776 innerhalb der Diözesanverwaltung die Stelle eines erzbischöflichen Seminarkommissares, dem die Beaufsichtigung des Priesterseminars in Köln unterstand. Mit dem Einfall der französischen Revolutionstruppen ins Rheinland brachen für Merle schwere Zeiten an.
Nach einer Geiselhaft von drei Wochen in Jülich sollte er nach Frankreich verschleppt werden. Eine Erkrankung in Aachen führte jedoch zu seiner Freilassung. Da er in seinem Haus in Köln aber weiterhin von den Revolutionstruppen drangsaliert wurde, verließ er dieses und bezog die Infirmerie des Augustinerinnenklosters Bethlehem in Köln. Auf Vorschlag des Erzbischofs Maximilian Franz von Österreich ernannte ihn der Papst am 24. Juli 1797 zum Titularbischof von Bethsaida und Weihbischof in Köln. Ende August 1797 trat Merle dann eine Reise nach Bad Mergentheim an, wo ihn der Erzbischof am 8. September in der Schlosskirche die Bischofsweihe spendete, Mitkonsekrator war der Würzburger Weihbischof Andreas Joseph Fahrmann. In den folgenden Jahren weitete sich Merles Wirkungskreis auch auf die angrenzenden Diözesen aus, denn viele der dortigen Bischöfe waren vor den Franzosen geflohen oder bereits verstorben. Da es nach dem Tode des Erzbischofs Maximilian Franz (1801) keinen neuen Erzbischof mehr für Köln gab, führte Merle sein Amt als Weihbischof für das rechtsrheinische Restgebiet der Erzdiözese fort, verlegte aber am 24. Juli 1802 seinen Sitz in das der Stadt Köln gegenüberliegende Deutz, da die linke Rheinseite des Kölner Erzbistums an das neu errichtete Bistum Aachen gefallen war.
Merle galt zu seiner Zeit als ein guter Jurist und pflichttreuer Bischof. Er, der dem Geiste des Ancien Régime verhaftet war, war für Kunst und Wissenschaft aufgeschlossen und besaß eine beachtliche Gemälde- und Münzsammlung, die ihm den Ruf eines bedeutenden Numismatikers einbrachte. Die ihm über seine Mutter zugefallene Burg Metternich (auch Schloss Merle genannt) verschönerte er durch die Anlage von Gärten. Er errichtete einen Wassergarten und ließ 1802 durch den Hofgärtner Weyhe Bäume, die er aus Amerika kommen ließ, in den Garten pflanzen, der vom französischen Garten zum englischen Landschaftspark gewandelt wurde. Oberhalb des Wassergartens erinnert ein von ihm errichtetes Kreuz an die Familie. Wunschgemäß wurde Clemens August von Merle nach seinem Tod auf diesem Familienbesitz beigesetzt.
Sein Onkel Christian Albert Anton von Merle (1693–1765) war Weihbischof in Worms sowie Titularbischof von Sinope.